# Bandeira do Wyoming

Bandeira do Wyoming.

A bandeira do estado estadunidense de Wyoming, adotada pela legislatura estadual em 1917, mostra o selo do estado dentro de um bisão branco num campo azul, com uma borda externa vermelha e uma borda interna branca.